# Betty Jo Teeter Dobbs
Betty Jo Teeter Dobbs (* 19. Oktober 1930 in Camden, Arkansas; † 29. März 1994 am Grand Canyon) war eine amerikanische Wissenschaftshistorikerin. Sie war Professorin an der University of California, Davis. Dobbs ist bekannt dafür, eine bis dahin weitgehend unbekannte Seite von Isaac Newton aufgedeckt zu haben, seine intensive Beschäftigung mit Alchemie.
Dobbs studierte Chemie am Hendrix College in Arkansas, Psychologie an der University of Arkansas und Geschichte an der University of North Carolina. Nachdem sie zwanzig Jahre Hausfrau gewesen war, kehrte sie zurück in die akademische Welt und lehrte an einer Reihe von Universitäten wie der Northwestern University und ab 1991 als Professorin für Geschichte an der University of California, Davis.
Sie war Gastwissenschaftlerin (Residential Fellow) an der Huntington Library und der Folger Shakespeare Library. 1993 war sie Distinguished Lecturer der History of Science Society. Sie starb an einem Herzanfall beim Besuch des Grand Canyon.
1997 erhielt sie postum die George-Sarton-Medaille. Außerdem erhielt sie den Watson Davis and Helen Miles Davis Prize (für Newton and Newtonism).

## Veröffentlichungen (Auswahl)
- The Foundations of Newton’s Alchemy, or „The Hunting of the Green Lyon“. Cambridge University Press, Cambridge / London / New York / Melbourne 1975.
- Newton’s Alchemy and His Theory of Matter. In: Isis. Band 73, 1982, S. 511–529.
- Alchemical Death and Resurrection: the significance of alchemy in the age of Newton. Smithsonian Institution Libraries 1990 (Vorlesung von Dobbs an den Smithsonian Libraries).
- The Janus Faces of Genius: The Role of Alchemy in Newton's Thought, Cambridge University Press 1991
- mit Margaret C. Jacob: Newton and the culture of Newtonianism, Humanities Press 1995
- Alchemische Kosmogonie und arianische Theologie bei Isaac Newton, in: Meinel, Christoph (Hg.): Die Alchemie in der europäischen Kultur- und Wissenschaftsgeschichte. [Vorträge gehalten anläßlich des 16. Wolfenbütteler Symposions vom 2. bis 5. April 1984 in der Herzog August Bibliothek]. Wiesbaden 1986. S. 137–150.